# Église Saint-Dalmazy de Cagnac-les-Mines
L'église Saint-Dalmazy ou de Saint-Dalmaze est un édifice religieux catholique situé à Cagnac-les-Mines, dans le Tarn, en région Occitanie.

## Description
Construite à la fin du XVe siècle à la suite des guerres de Religion, l'église Saint-Dalmazy était une annexe de l'église Saint-Sernin de Mailhoc, avant d'être rattaché à la commune de Cagnac-les-Mines lors de sa création. Une première église, remplacée par l'actuelle, est citée dès le XIIIe siècle.
Le bâtiment de style gothique possède une nef à trois travées avec quatre chapelles latérales, ainsi qu'un chevet rectangulaire. On accède au clocher carré par une tourelle d'escalier externe. Les fresques ornant l'intérieur apparaissent comme datant du XVe. Le bâtiment est encadré d'un cimetière.
L'église Saint-Dalmazy est inscrite au titre des monuments historiques depuis le 9 décembre 1970.